# Јоханес Фетер
Јоханес Фетер (Дрезден, 26. март 1993.) немачки је атлетичар који се такмичи у бацању копља. Освојио је злато на Светском првенству 2017. Његов лични рекорд од 97,76 метара је немачки рекорд и други најдужи хитац у бацању копља икада, одмах иза светског рекорда Јана Железног.

## Приватно
Јоханес Фетер је рођен и одрастао у Дрездену. Његов деда је рођен у Хожову 1941. Након завршетка средње школе Јоханес се придружио „Саксонској државној полицији“ и био је Спортсолдат („Спортиста у војној служби“) од септембра 2014. На леђима има тетоважу старогрчког бацача копља.

## Каријера атлетичара

### 2011–2016
Фетер се 2011. такмичио на Европском јуниорском првенству. Прошао је кроз квалификације са личним рекордом од 71,60 м. Потом је у финалу завршио на 12. месту са 65,87 м.
У јулу 2015. Фетер је учествовао на Европском првенству за млађе сениоре. Завршио је као четврти, бацивши копље 79,78 м. У августу 2015. учествовао је на Светском првенству. Завршио је као седми са хицем од 83,79 м.
Фетер се такмичио на Олимпијским играма 2016. Отворио је такмичење хицем од 85,32 м у свом првом покушају. Не успевајући да побољша резултат у преосталим покушајима, Фетер је завршио на четвртом месту, ван постоља за само шест центиметара. Мање од месец дана након разочарања на Олимпијским играма, Фетер је бацио лични рекорд од 89,57 м на митингу у Берлину.

### 2017–2020
У јулу 2017. забележио је хице од 90,75 м, 91,06 м, 93,06 м и лични рекорд 94,44 м на митингу у Луцерну. Хитац од 94,44 м такође је био немачки рекорд, бољи од Релеровог претходног немачког реорда од 93,90 м из маја 2017. У августу 2017. освојио је злато на Светском првенству у Лондону хицем од 89,89 м. 14. октобра 2017. освојио је трофеј Европског атлетичара године за 2017.
У марту 2018. освојио је злато на Европском купу у бацању, хицем 92,70 м, дванаест метара испред другопласираног. У августу се такмичио на Европском првенству 2018. Победио је у квалификацијама са даљином од 87,39 м, а затим се пласирао на пето место у финалу са 83,27 м.
На Светском првенству 2019. Фетер је имао најдужи хитац у квалификационој рунди (89,35 м). У финалу је освојио бронзу бацивши 85,37 м. Фетер је 6. септембра 2020. на такмичењу у Хожову бацио нови лични рекорд од 97,76 м, само 72 центиметра мање од светског рекорда Јана Железног. Фетер је касније у интервјуу о хицу од 97 метара рекао: "Било је то заиста близу савршенства. Ипак, на отвореном терену, са добрим позадинским ветром, мислим да би то био хитац од 100 метара. Свеједно сам задовољан."

#### Олимпијске игре у Токију 2020
Фетер је ушао на Олимпијске игре 2020. као фаворит за златну медаљу. У квалификационој групи, његов најдужи хитац био је 85,64 м. У финалу је бацио само 82,52 м и завршио на 9. месту.

## Каријера политичара
На локалним изборима 2019. и 2024. Фетер је биран за члана општинског већа Офенбурга.
Фетер је био посланик 17. Савезне скупштине током избор савезног председника 2022. године, за шта га је предложила посланичка група ЦДУ (Хришћанско-демократска унија Немачке) у парламенту покрајине Баден-Виртемберг.

## Међународна такмичења
| Година                 | Такмичење                                 | Место                        | Позиција               | Дисциплина             | Резултат               | Белешка                |
| Представљајући Немачку | Представљајући Немачку                    | Представљајући Немачку       | Представљајући Немачку | Представљајући Немачку | Представљајући Немачку | Представљајући Немачку |
| ---------------------- | ----------------------------------------- | ---------------------------- | ---------------------- | ---------------------- | ---------------------- | ---------------------- |
| 2011                   | Европско првенство за јуниоре             | Талин, Естонија              | 12.                    | Бацање копља           | 65.87 м                |                        |
| 2015                   | Европско првенство за млађе сениоре       | Талин, Естонија              | 4.                     | Бацање копља           | 79.78 м                |                        |
| 2015                   | Светско првенство                         | Пекинг, Кина                 | 7.                     | Бацање копља           | 83.79 м                |                        |
| 2016                   | Европско првенство                        | Амстердам, Холандија         | 16.                    | Бацање копља           | 79.98 м                |                        |
| 2016                   | Олимпијске игре                           | Рио де Жанеиро, Бразил       | 4.                     | Бацање копља           | 85.32 м                |                        |
| 2017                   | Светско првенство                         | Лондон, Уједињено Краљевство | 1.                     | Бацање копља           | 89.89 м                |                        |
| 2018                   | Зимски куп Европе у бацачким дисциплинама | Леирија, Португалија         | 1.                     | Бацање копља           | 92.70 м                | Рекорд такмичења       |
| 2018                   | Европско првенство                        | Берлин, Немачка              | 5.                     | Бацање копља           | 83.27 м                |                        |
| 2019                   | Светско првенство                         | Доха, Катар                  | 3.                     | Бацање копља           | 85.37 м                |                        |
| 2021                   | Олимпијске игре                           | Токио, Јапан                 | 9.                     | Бацање копља           | 82.52 м                |                        |